# 구미 척화비
구미 척화비(龜尾 斥和碑)는 대한민국 경상북도 구미시 구포동에 있는 척화비이다. 1985년 8월 5일 경상북도의 문화재자료 제22호로 지정되었다.

## 개요
척화비란 조선 고종 때 병인양요와 신미양요를 승리로 이끈 흥선대원군이 서양세력의 침략을 온 국민에게 경고하고자 서울 및 전국 각지의 도로변에 세우도록 한 비로, 이 비도 그 중의 하나이다.
전국에서 유일하게 바위에 비문을 새겨 놓았으며, 비문에는 “서양 오랑캐가 침략하는데 싸우지 않으면 화해할 수 밖에 없으나 화해를 주장하는 것은 나라를 파는 것이니 자손만대에 경고하노라”라는 강한 경고 문구가 적혀있다.
고종 8년(1871) 전국에 동시에 세운 것으로, 고종 19년(1882) 임오군란이 일어나고 대원군이 러시아 공사관으로 납치된 후 세계 여러 나라들과의 교류가 이루어지면서 대부분의 척화비들은 모두 철거되었으나, 이처럼 몇 기의 비들이 곳곳에 그대로 남아 옛 역사의 한 장면을 생생하게 전해준다.

## 같이 보기
- 척화비

## 참고 자료
- 구미 척화비 - 국가유산청 국가유산포털